# To Ngoc Van (cratère)
To Ngoc Van est un cratère d'impact à la surface de Mercure. 
Le cratère a ainsi été nommé par l'Union astronomique internationale le 9 juillet 2009 en hommage au peintre vietnamien To Ngoc Van (1906-1954).
Son diamètre est de 71 km. Il se situe dans le Quadrangle de Shakespeare (quadrangle H-3) de Mercure.